# Championnat du Portugal féminin de football 1999-2000
Navigation
Édition précédente Édition suivante
Le Nacional Feminino 1999-2000 est la 15e édition du championnat du Portugal féminin de football. Le format de la compétition reprend celui de précédente édition. C'est-à-dire que durant la première phase, dix-huit équipes divisées en trois groupes régionaux s'affrontent sous forme de championnat, selon le principe des matches aller et retour. À l'issue de ce dernier, les deux premières équipes de chaque groupe s'affrontent dans une phase finale afin de déterminer le champion du Portugal. Les équipes non qualifiées pour cette phase finale, vont disputer un mini championnat par zone appelé "Phase de relégation" (Fase Despromoção). Celui-ci a pour but d'établir un classement des clubs dont les derniers sont relégués en division Distrital (régional), à défaut de 2e. 
Au terme de la saison, le Gatões FC perd son titre au profit du SU 1° Dezembro qui est le premier club du sud du Portugal à remporter le championnat national. En effet, les 14 éditions précédentes ont vue la victoire des clubs du Boavista FC, l'ADC Lobão et le Gatões FC, qui sont tous issus de la Zone A, soit la zone géographique du nord.

## Zone A

### Participants
La Zone A est composée cette saison de six équipes se situant dans le nord du Portugal. 
Ce tableau présente les six équipes qualifiées pour disputer le championnat 1999-2000. On y trouve le nom des clubs, la date de création du club, le nom des stades ainsi que la capacité de ces derniers
Légende des couleurs
- Vainqueur de la Campeonato Nacional Feminino la saison précédente.
- Promu de division inférieure.

| \| Belinho Boavista Gatões Valadares Vilar Pinheiro Vinhós \| Localisation des clubs engagés dans la Zona A du championnat. |
| Belinho Boavista Gatões Valadares Vilar Pinheiro Vinhós                                                                     |

| Nom du club       | Date de création | Dernière montée | Division 1998-1999  | Stade                                             | Capacité | Vict. |
| ----------------- | ---------------- | --------------- | ------------------- | ------------------------------------------------- | -------- | ----- |
| CSJ Belinho       | -                | 1997            | Campeonato Nacional | Estádio Municipal António Augusto Martins Pereira | -        | /     |
| Boavista FC       | 1903             | 1985            | Campeonato Nacional | Campo de Treinos do Estádio do Bessa XXI          | -        | 11    |
| Gatões FC         | 1960             | 1997            | Campeonato Nacional | Campo do Gatões FC                                |          | 2     |
| CF Valadares      | 1930             | 1997            | Campeonato Nacional | -                                                 |          | /     |
| SC Vilar Pinheiro | 1961             | 1998            | Campeonato Nacional | -                                                 |          | /     |
| CD Vinhós         | 1974             | 1998            | Campeonato Nacional | Campo D. Maria Edite Guimarães                    | 150      | /     |

### Première phase
Classement
Le classement est calculé avec le barème de points suivant : une victoire vaut trois points, le match nul un et la défaite zéro.
Critères de départage en cas d'égalité au classement :
1. classement aux points des matchs joués entre les clubs ex æquo ;
2. différence entre les buts marqués et les buts concédés sur la totalité des matchs joués dans le championnat ;
3. plus grand nombre de buts marqués sur la totalité des matchs joués dans le championnat ;
4. en cas de nouvelle égalité, une rencontre supplémentaire aura lieu sur terrain neutre avec, éventuellement, l’épreuve des tirs au but.

Ce sont les championnes en titre du Gatões FC qui terminent premières, de la Zone A. Elles sont accompagnées, en phase finale par leurs homologues du Boavista FC. 
| Rang | Équipe            | Pts | J  | G | N | P | Bp | Bc | Diff |
| ---- | ----------------- | --- | -- | - | - | - | -- | -- | ---- |
| 1    | Gatões FCT        | 27  | 10 | 9 | 0 | 1 | 93 | 2  | +91  |
| 2    | Boavista FC       | 25  | 10 | 8 | 1 | 1 | 35 | 4  | +31  |
| 3    | CSJ Belinho       | 19  | 10 | 6 | 1 | 3 | 33 | 21 | +12  |
| 4    | CD Vinhós         | 9   | 10 | 3 | 0 | 7 | 7  | 41 | -34  |
| 5    | SC Vilar Pinheiro | 6   | 10 | 2 | 0 | 8 | 6  | 53 | -47  |
| 6    | CF Valadares      | 3   | 10 | 1 | 0 | 9 | 7  | 60 | -53  |

|  | Qualifiés pour la phase finale de la compétition. |
|  | T Tenant du titre. P Promu de division inférieure. Pts points ; G victoires ; N match nuls ; P défaites Bp buts marqués ; Bc buts encaissés ; Diff différence de buts |

| Résultats (▼dom., ►ext.)                                   | Gat  | Boa | Bel  | Vin  | Pin  | Val  |
| Gatões FC                                                  |      | 0-1 | 10-0 | 15-0 | 7-0  | 18-0 |
| Boavista FC                                                | 1-2  |     | 2-1  | 4-0  | 10-0 | 5-0  |
| CSJ Belinho                                                | 0-5  | 1-1 |      | 3-0  | 7-0  | 8-0  |
| CD Vinhós                                                  | 0-9  | 0-3 | 2-3  |      | 1-0  | 1-0  |
| SC Vilar Pinheiro                                          | 0-15 | 0-3 | 0-4  | 3-1  |      | 3-2  |
| CF Valadares                                               | 0-12 | 0-5 | 1-6  | 1-2  | 3-0  |      |
| - Victoire à domicile - Match nul - Victoire à l'extérieur |      |     |      |      |      |      |

### Deuxième phase (Nacional Feminino Fase Despromoção -Zona A)
Classement
Le classement est calculé avec le barème de points suivant : une victoire vaut trois points, le match nul un et la défaite zéro.
Critères de départage en cas d'égalité au classement :
1. classement aux points des matchs joués entre les clubs ex æquo ;
2. différence entre les buts marqués et les buts concédés sur la totalité des matchs joués dans le championnat ;
3. plus grand nombre de buts marqués sur la totalité des matchs joués dans le championnat ;
4. en cas de nouvelle égalité, une rencontre supplémentaire aura lieu sur terrain neutre avec, éventuellement, l’épreuve des tirs au but.

Lors de cette phase le CF Valadares bien que inscrit pour disputer cette deuxième phase, ne dispute aucune rencontre et est donc classé dernier et relégué en championnat régional. Le CD Vinhós remporte ce championnat.
| Rang | Équipe            | Pts | J | G | N | P | Bp | Bc | Diff |
| ---- | ----------------- | --- | - | - | - | - | -- | -- | ---- |
| 1    | CD Vinhós         | 10  | 4 | 3 | 1 | 0 | 9  | 1  | +8   |
| 2    | CSJ Belinho       | 7   | 4 | 2 | 1 | 1 | 6  | 4  | +2   |
| 3    | SC Vilar Pinheiro | 0   | 4 | 0 | 0 | 4 | 2  | 12 | -10  |
| 4    | CF Valadares      | 0   | 0 | 0 | 0 | 0 | 0  | 0  | 0    |

|  | Relégué en division inférieure. |
|  | T Tenant du titre. P Promu de division inférieure. Pts points ; G victoires ; N match nuls ; P défaites Bp buts marqués ; Bc buts encaissés ; Diff différence de buts |

| Résultats (▼dom., ►ext.)                                   | Vin | Bel | Pin | Val |
| CD Vinhós                                                  |     | 1-1 | 5-0 |     |
| CSJ Belinho                                                | 0-1 |     | 1-0 |     |
| SC Vilar Pinheiro                                          | 0-2 | 2-4 |     |     |
| CF Valadares                                               |     |     |     |     |
| - Victoire à domicile - Match nul - Victoire à l'extérieur |     |     |     |     |

## Zone B

### Participants
La Zone B est composée de six équipes se situant dans le centre du Portugal. 
Ce tableau présente les six équipes qualifiées pour disputer le championnat 1999-2000. On y trouve le nom des clubs, la date de création du club, le nom des stades ainsi que la capacité de ces derniers
Légende des couleurs
- Vainqueur de la Campeonato Nacional Feminino la saison précédente.
- Promu de division inférieure.

| \| Albergaria Avanca Cadima U.Coimbra Escola Viseu \| Localisation des clubs engagés dans la Zona B du championnat. |
| Albergaria Avanca Cadima U.Coimbra Escola Viseu                                                                     |

| Nom du club         | Date de création | Dernière montée | Division 1998-1999   | Stade                                             | Capacité | Vict. |
| ------------------- | ---------------- | --------------- | -------------------- | ------------------------------------------------- | -------- | ----- |
| Clube de Albergaria | 1890             | 1989            | Campeonato Nacional  | Estádio Municipal António Augusto Martins Pereira | 1 500    | /     |
| AA Avanca           | 1937             | 1998            | Campeonato Nacional  | -                                                 | -        | /     |
| UR Cadima           | 1959             | 1999            | Campeonato Distrital | Complexo Desportivo de Cantanhede                 | 2 000    | /     |
| CF União de Coimbra | 1919             | 1985            | Campeonato Nacional  | -                                                 | -        | /     |
| Escola Molelinhos   | 1979             | 1990            | Campeonato Nacional  | Campo do Vale da Pata                             | 350      | /     |
| CD Viseu            | -                | 1988            | Campeonato Nacional  | -                                                 | -        | /     |

### Première phase
Classement
Le classement est calculé avec le barème de points suivant : une victoire vaut trois points, le match nul un et la défaite zéro.
Critères de départage en cas d'égalité au classement :
1. classement aux points des matchs joués entre les clubs ex æquo ;
2. différence entre les buts marqués et les buts concédés sur la totalité des matchs joués dans le championnat ;
3. plus grand nombre de buts marqués sur la totalité des matchs joués dans le championnat ;
4. en cas de nouvelle égalité, une rencontre supplémentaire aura lieu sur terrain neutre avec, éventuellement, l’épreuve des tirs au but.

C'est à nouveau les clubs de l'União de Coimbra et l'Escola Molelinhos, qui se qualifient pour la phase finale.
| Rang | Équipe              | Pts | J  | G | N | P  | Bp | Bc | Diff |
| ---- | ------------------- | --- | -- | - | - | -- | -- | -- | ---- |
| 1    | CF União de Coimbra | 24  | 10 | 8 | 0 | 2  | 62 | 11 | +51  |
| 2    | Escola Molelinhos   | 21  | 10 | 7 | 0 | 3  | 38 | 17 | +21  |
| 3    | Clube de Albergaria | 19  | 10 | 6 | 1 | 3  | 23 | 13 | +10  |
| 4    | UR CadimaP          | 13  | 10 | 4 | 1 | 5  | 34 | 16 | +18  |
| 5    | CD Viseu            | 12  | 10 | 4 | 0 | 6  | 19 | 27 | -8   |
| 6    | AA Avanca           | 0   | 10 | 0 | 0 | 10 | 6  | 98 | -92  |

|  | Qualifiés pour la phase finale de la compétition. |
|  | T Tenant du titre. P Promu de division inférieure. Pts points ; G victoires ; N match nuls ; P défaites Bp buts marqués ; Bc buts encaissés ; Diff différence de buts |

| Résultats (▼dom., ►ext.)                                   | Coi  | Esc  | Alb | Cad | Vis | AAA  |
| CF União de Coimbra                                        |      | 5-0  | 2-1 | 2-0 | 0-3 | 13-0 |
| Escola Molelinhos                                          | 5-4  |      | 2-3 | 2-1 | 4-0 | 8-0  |
| Clube de Albergaria                                        | 1-4  | 0-3  |     | 0-0 | 2-0 | 3-2  |
| UR Cadima                                                  | 0-3  | 1-4  | 0-2 |     | 3-2 | 20-0 |
| CD Viseu                                                   | 0-9  | 3-0  | 0-3 | 1-3 |     | 6-3  |
| AA Avanca                                                  | 1-20 | 0-10 | 0-8 | 0-6 | 0-4 |      |
| - Victoire à domicile - Match nul - Victoire à l'extérieur |      |      |     |     |     |      |

### Deuxième phase (Nacional Feminino Fase Despromoção -Zona B)
Classement
Le classement est calculé avec le barème de points suivant : une victoire vaut trois points, le match nul un et la défaite zéro.
Critères de départage en cas d'égalité au classement :
1. classement aux points des matchs joués entre les clubs ex æquo ;
2. différence entre les buts marqués et les buts concédés sur la totalité des matchs joués dans le championnat ;
3. plus grand nombre de buts marqués sur la totalité des matchs joués dans le championnat ;
4. en cas de nouvelle égalité, une rencontre supplémentaire aura lieu sur terrain neutre avec, éventuellement, l’épreuve des tirs au but.

Le Clube de Albergaria, remporte cette deuxième phase tandis que le CD Viseu est quant à lui relégué en division régionale.
| Rang | Équipe              | Pts | J | G | N | P | Bp | Bc | Diff |
| ---- | ------------------- | --- | - | - | - | - | -- | -- | ---- |
| 1    | Clube de Albergaria | 16  | 6 | 5 | 1 | 0 | 15 | 4  | +11  |
| 2    | UR CadimaP          | 10  | 6 | 3 | 1 | 2 | 17 | 7  | +10  |
| 3    | CD Viseu            | 9   | 6 | 3 | 0 | 3 | 14 | 10 | +4   |
| 4    | AA Avanca           | 0   | 6 | 0 | 0 | 6 | 4  | 29 | -25  |

|  | Relégué en division inférieure. |
|  | T Tenant du titre. P Promu de division inférieure. Pts points ; G victoires ; N match nuls ; P défaites Bp buts marqués ; Bc buts encaissés ; Diff différence de buts |

| Résultats (▼dom., ►ext.)                                   | Alb | Cad | Vis | AAA |
| Clube de Albergaria                                        |     | 1-1 | 3-0 | 3-1 |
| UR Cadima                                                  | 0-1 |     | 3-2 | 6-0 |
| CD Viseu                                                   | 0-3 | 2-1 |     | 2-0 |
| AA Avanca                                                  | 2-4 | 1-6 | 0-8 |     |
| - Victoire à domicile - Match nul - Victoire à l'extérieur |     |     |     |     |

## Zone C

### Participants
La Zone C est composée de six équipes situées essentiellement dans le sud du Portugal. 
Ce tableau présente les six équipes qualifiées pour disputer le championnat 1999-2000. On y trouve le nom des clubs, la date de création du club, le nom des stades ainsi que la capacité de ces derniers
Légende des couleurs
- Vainqueur de la Campeonato Nacional Feminino la saison précédente.
- Promu de division inférieure.

| \| 1º Dezembro Bairro Conceição CF Benfica Almada Ferreirense Ponte Frielas \| Localisation des clubs engagés dans la Zona C du championnat. |
| 1º Dezembro Bairro Conceição CF Benfica Almada Ferreirense Ponte Frielas                                                                     |

| Nom du club         | Date de création | Dernière montée | Division 1998-1999   | Stade                                              | Capacité | Vict. |
| ------------------- | ---------------- | --------------- | -------------------- | -------------------------------------------------- | -------- | ----- |
| SU 1º Dezembro      | 1880             | 1994            | Campeonato Nacional  | Campo Conde de Sucena                              | 1 000    | /     |
| Bairro da Conceição | -                | 1987            | Nacional             | -                                                  | -        | /     |
| CF Benfica          | 1933             | 1994            | Campeonato Nacional  | Estádio Francisco Lázaro                           | 1 500    | /     |
| Beira Mar Almada    | 1947             | 1998            | Campeonato Nacional  | -                                                  | -        | /     |
| União Ferreirense   | 1916             | 1999            | Campeonato Distrital | Complexo Desportivo da Junta de Freguesia da Moita | -        | /     |
| UD Ponte Frielas    | 1947             | 1998            | Campeonato Nacional  | Campo de Jogos do Bonjardim                        | 500      | /     |

### Première phase
Classement
Le classement est calculé avec le barème de points suivant : une victoire vaut trois points, le match nul un et la défaite zéro.
Critères de départage en cas d'égalité au classement :
1. classement aux points des matchs joués entre les clubs ex æquo ;
2. différence entre les buts marqués et les buts concédés sur la totalité des matchs joués dans le championnat ;
3. plus grand nombre de buts marqués sur la totalité des matchs joués dans le championnat ;
4. en cas de nouvelle égalité, une rencontre supplémentaire aura lieu sur terrain neutre avec, éventuellement, l’épreuve des tirs au but.

Ce sont à nouveau les clubs du SU 1º Dezembro et du CF Benfica qui se qualifient pour la phase finale. Les autres clubs participent en deuxième phase à celle du maintien.
| Rang | Équipe              | Pts | J  | G  | N | P  | Bp  | Bc | Diff |
| ---- | ------------------- | --- | -- | -- | - | -- | --- | -- | ---- |
| 1    | SU 1º Dezembro      | 30  | 10 | 10 | 0 | 0  | 104 | 0  | +104 |
| 2    | CF Benfica          | 24  | 10 | 8  | 0 | 2  | 82  | 10 | +72  |
| 3    | Beira Mar Almada    | 15  | 10 | 5  | 0 | 5  | 45  | 46 | -1   |
| 4    | Bairro da Conceição | 15  | 10 | 5  | 0 | 5  | 27  | 37 | -10  |
| 5    | UD Ponte Frielas    | 6   | 10 | 2  | 0 | 8  | 13  | 90 | -77  |
| 6    | União FerreirenseP  | 0   | 10 | 0  | 0 | 10 | 1   | 89 | -88  |

|  | Qualifiés pour la phase finale de la compétition. |
|  | T Tenant du titre. P Promu de division inférieure. Pts points ; G victoires ; N match nuls ; P défaites Bp buts marqués ; Bc buts encaissés ; Diff différence de buts |

| Résultats (▼dom., ►ext.)                                   | 1ºD  | CFB  | Alm  | Con  | Fri  | Fer  |
| SU 1º Dezembro                                             |      | 2-0  | 12-0 | 12-0 | 21-0 | 15-0 |
| CF Benfica                                                 | 0-3  |      | 8-1  | 9-2  | 15-0 | 13-0 |
| Beira Mar Almada                                           | 0-12 | 1-7  |      | 2-1  | 4-1  | 20-1 |
| Bairro da Conceição                                        | 0-6  | 0-6  | 3-2  |      | 10-0 | 4-0  |
| UD Ponte Frielas                                           | 0-13 | 1-17 | 1-8  | 0-2  |      | 3-0  |
| União Ferreirense                                          | 0-8  | 0-7  | 0-7  | 0-5  | 0-7  |      |
| - Victoire à domicile - Match nul - Victoire à l'extérieur |      |      |      |      |      |      |

### Deuxième phase (Nacional Feminino Fase Despromoção -Zona C)
Classement
Le classement est calculé avec le barème de points suivant : une victoire vaut trois points, le match nul un et la défaite zéro.
Critères de départage en cas d'égalité au classement :
1. classement aux points des matchs joués entre les clubs ex æquo ;
2. différence entre les buts marqués et les buts concédés sur la totalité des matchs joués dans le championnat ;
3. plus grand nombre de buts marqués sur la totalité des matchs joués dans le championnat ;
4. en cas de nouvelle égalité, une rencontre supplémentaire aura lieu sur terrain neutre avec, éventuellement, l’épreuve des tirs au but.

Le Bairro da Conceição, remporte cette seconde phase. L'União Ferreirense est reléguée à la fin de ce mini championnat.
| Rang | Équipe              | Pts | J | G | N | P | Bp | Bc | Diff |
| ---- | ------------------- | --- | - | - | - | - | -- | -- | ---- |
| 1    | Bairro da Conceição | 9   | 4 | 3 | 0 | 1 | 16 | 4  | +12  |
| 2    | Beira Mar Almada    | 9   | 4 | 3 | 0 | 1 | 9  | 8  | +1   |
| 3    | UD Ponte Frielas    | 0   | 4 | 0 | 0 | 4 | 7  | 20 | -13  |
| 4    | União FerreirenseP  | 0   | 0 | 0 | 0 | 0 | 0  | 0  | 0    |

|  | Relégué en division inférieure. |
|  | T Tenant du titre. P Promu de division inférieure. Pts points ; G victoires ; N match nuls ; P défaites Bp buts marqués ; Bc buts encaissés ; Diff différence de buts |

| Résultats (▼dom., ►ext.)                                   | Con | Alm | Fri  | Fer |
| Bairro da Conceição                                        |     | 1-2 | 10-1 |     |
| Beira Mar Almada                                           | 0-2 |     | 4-3  |     |
| UD Ponte Frielas                                           | 1-3 | 2-3 |      |     |
| União Ferreirense                                          |     |     |      |     |
| - Victoire à domicile - Match nul - Victoire à l'extérieur |     |     |      |     |

## Phase finale
Cela fait trois saisons de suite que les 6 mêmes clubs se disputent la victoire. Les filles du Gatões Futebol Clube perdent leur titre au profit du 1º Dezembro, qui devient le premier club du sud à remporter le championnat portugais. Le Boavista est relégué à la 3e place, ne participant plus très tôt à la lutte pour le titre. Les Axadrezadas restent à 13 points du second.
| Rang | Équipe            | Pts | J  | G | N | P | Bp | Bc | Diff |
| ---- | ----------------- | --- | -- | - | - | - | -- | -- | ---- |
| 1    | SU 1º Dezembro    | 26  | 10 | 8 | 2 | 0 | 29 | 7  | +22  |
| 2    | Gatões FCT        | 25  | 10 | 8 | 1 | 1 | 51 | 9  | +42  |
| 3    | Boavista FC       | 12  | 10 | 3 | 3 | 4 | 20 | 22 | -2   |
| 4    | União de Coimbra  | 10  | 10 | 3 | 1 | 6 | 19 | 28 | -9   |
| 5    | CF Benfica        | 9   | 10 | 2 | 3 | 5 | 18 | 31 | -13  |
| 6    | Escola Molelinhos | 3   | 10 | 1 | 0 | 9 | 12 | 52 | -40  |

|  | Vainqueur de la compétition. |
|  | T Tenant du titre. P Promu de division inférieure. Pts points ; G victoires ; N match nuls ; P défaites Bp buts marqués ; Bc buts encaissés ; Diff différence de buts |

| Résultats (▼dom., ►ext.)                                   | 1º D | Gat | Boa | Coim | CFB  | Esc  |
| SU 1º Dezembro                                             |      | 2-2 | 0-0 | 4-0  | 2-0  | 4-1  |
| Gatões FC                                                  | 0-2  |     | 5-0 | 5-1  | 11-1 | 11-0 |
| Boavista FC                                                | 1-2  | 1-4 |     | 3-2  | 2-2  | 6-1  |
| União de Coimbra                                           | 1-5  | 0-2 | 3-2 |      | 1-2  | 5-1  |
| CF Benfica                                                 | 0-2  | 1-6 | 1-1 | 3-3  |      | 8-1  |
| Escola Molelinhos                                          | 2-6  | 1-5 | 2-4 | 1-3  | 2-0  |      |
| - Victoire à domicile - Match nul - Victoire à l'extérieur |      |     |     |      |      |      |

## Bilan de la saison
| Championnat du Portugal féminin de football 1999-2000 |                                             |
| Champion                                              | SU 1º Dezembro (1er titre)                  |
| Dauphin                                               | Gatões Futebol Clube                        |
| Promotions et relégations                             |                                             |
| Promus en Campeonato Nacional                         | Associação Recreativa e Cultural da Várzea  |
| Promus en Campeonato Nacional                         | Clube Desportivo e Recreativo Vasco da Gama |
| Promus en Campeonato Nacional                         | Grupo Desportivo e Recreativo Canaviais     |
| Relégués en Campeonato Distrital                      | Clube Futebol de Valadares                  |
| Relégués en Campeonato Distrital                      | G. Editor CD Viseu                          |
| Relégués en Campeonato Distrital                      | União Recreativa Ferreirense                |